# محوطه کانی کم کل شیرکش بالا
محوطه کانی کم کل شیرکش بالا مربوط به دوره ساسانیان است و در شهرستان بیجار، بخش مرکزی، روستای شیرکش واقع شده و این اثر در تاریخ ۲۴ فروردین ۱۳۸۲ با شمارهٔ ثبت ۸۰۵۳ به‌عنوان یکی از آثار ملی ایران به ثبت رسیده‌است.